# Eurya gracilipes
Eurya gracilipes är en tvåhjärtbladig växtart som beskrevs av Clarence Emmeren Kobuski. Eurya gracilipes ingår i släktet Eurya och familjen Pentaphylacaceae. Inga underarter finns listade i Catalogue of Life.